# Михневич, Андрей Анатольевич
Андре́й Анато́льевич Михне́вич (бел. Андрэй Анатольевіч Міхневіч; р. 12 июля 1976, Бобруйск) — белорусский легкоатлет (толкание ядра). Заслуженный мастер спорта Республики Беларусь (2006). Чемпион мира 2003 года.

## Биография
Тренировался под руководством Владимира Ивановича Сивцова.
На Летних Олимпийских игр 2008 года в Пекине завоевал бронзовую медаль, но позднее был дисквалифицирован за употребление допинга.
В 2013 году был пожизненно дисквалифицирован за повторное употребление допинга. Первый раз он был дисквалифицирован за нарушение антидопинговых правил в 2001 году. Второй положительный тест был выявлен после перепроверки проб, которые были взяты на чемпионате мира в Хельсинки в 2005 году.
Действующий рекордсмен Беларуси в толкании ядра на открытых площадках (22,10 — 11 августа 2011 года, Минск) и в помещении (21,81 — 12 февраля 2010 года, Могилёв).
Жена — толкательница ядра Наталья Михневич.

## Достижения
| Год  | Соревнование                            | Место проведения       | Результат       |
| ---- | --------------------------------------- | ---------------------- | --------------- |
| 2003 | Чемпионат мира                          | Париж, Франция         | 1-е место       |
| 2003 | Универсиада                             | Тэгу, Республика Корея | 1-е место       |
| 2003 | Всемирный легкоатлетический финал       | Монте-Карло, Монако    | 3-е место       |
| 2004 | Олимпийские игры                        | Афины, Греция          | 5-е место       |
| 2006 | Чемпионат мира в помещении              | Москва, Россия         | 2-е место (DSQ) |
| 2006 | Шестой Кубок Европы по зимним метаниям  | Тель-Авив, Израиль     | 1-е место (DSQ) |
| 2006 | Чемпионат Европы                        | Гётеборг Швеция        | 2-е место (DSQ) |
| 2007 | Чемпионат мира                          | Осака, Япония          | 3-е место (DSQ) |
| 2007 | Всемирный легкоатлетический финал       | Штутгарт, Германия     | 3-е место (DSQ) |
| 2008 | Олимпийские игры                        | Пекин, КНР             | 3-е место (DSQ) |
| 2010 | Чемпионат мира в помещении              | Доха, Катар            | 2-е место (DSQ) |
| 2010 | Десятый Кубок Европы по зимним метаниям | Арли, Франция          | 1-е место (DSQ) |
| 2010 | Чемпионат Европы                        | Барселона, Испания     | 1-е место (DSQ) |
| 2010 | Кубок Континентов (Сборная Европы)      | Сплит, Хорватия        | 3-е место (DSQ) |

## Награды и звания
- Орден Почёта (2008) — за достижение высоких спортивных результатов на XXIX летних Олимпийских играх 2008 года в г. Пекине (КНР), большой личный вклад в развитие физической культуры и спорта[6]
- Заслуженный мастер спорта Республики Беларусь (2006)[7]
- Лучший спортсмен Беларуси 2003 года